# 美國第一次佔領古巴
美國第一次佔領古巴（英語：The First Occupation of Cuba），正式名稱為駐古巴美國軍政府（西班牙語：Gobierno militar estadounidense en Cuba，英語：United States Military Government in Cuba），是美國在古巴設立的一個臨時軍政府，於1898年美西戰爭結束後成立，當時西班牙將古巴割讓給了美國。

## 經過
1898年2月15日緬因號戰艦在古巴哈瓦那港爆炸，美國指控西班牙策劃事件。4月20日，時任美國總統威廉·麥金利向西班牙宣戰。12月10日：西班牙和美國簽署巴黎條約，割讓關島和波多黎各，並以2000萬美元價格將菲律賓群島主權賣給美國。1899年1月美國在古巴成立軍政府。1901年古巴共和國憲法獲得通過，托馬斯·埃斯特拉達·帕爾馬當選古巴第一任總統。1902年憲法正式生效。

## 普拉特修正案
普拉特修正案的通過令美國停止佔領古巴。該修正案將古巴的控制權交還給古巴人民，但同時確保了美國在古巴的影響。古巴不能允許其他外國勢力將該島用於軍事目的，也保留了其後干涉古巴的權力，維護美國在島上的商業利益，導致了古巴實際處於美國的附屬國。